# Höksjön (Godegårds socken, Östergötland)
Höksjön är en sjö i Motala kommun i Östergötland och ingår i Motala ströms huvudavrinningsområde. Sjön är 16,3 meter djup, har en yta på 0,532 kvadratkilometer och är belägen 120,8 meter över havet. Sjön avvattnas av vattendraget Hättorpsån (Godegårdsån).

## Delavrinningsområde
Höksjön ingår i det delavrinningsområde (651563-146003) som SMHI kallar för Ovan 651460-146290. Medelhöjden är 172 meter över havet och ytan är 21,15 kvadratkilometer. Det finns inga avrinningsområden uppströms utan avrinningsområdet är högsta punkten. Hättorpsån (Godegårdsån) som avvattnar avrinningsområdet har biflödesordning 3, vilket innebär att vattnet flödar genom totalt 3 vattendrag innan det når havet efter 93 kilometer. Avrinningsområdet består mestadels av skog (81 procent). Avrinningsområdet har 1,39 kvadratkilometer vattenytor vilket ger det en sjöprocent på 6,6 procent.